# Lista de prefeitos de Restinga
Esta é a lista de prefeitos e vice-prefeitos do município de Restinga, estado brasileiro de São Paulo.
| Nº | Nome                              | Partido | Vice-prefeito                                         | Início do mandato       | Fim do mandato         | Observações                                                                          |
| 1  | Joaquim Natal                     | ARENA   |                                                       | 1º de fevereiro de 1977 | 31 de janeiro de 1983  | Prefeito eleito em sufrágio universal                                                |
| 2  | Carlos Valim Ferreira             | PMDB    | Clarindo Ferracioli                                   | 1º de fevereiro de 1983 | 31 de dezembro de 1988 | Prefeito e vice eleitos em sufrágio universal                                        |
| 3  | Clarindo Ferracioli               | PMDB    |                                                       | 1º de janeiro de 1989   | 31 de dezembro de 1992 | Prefeito eleito em sufrágio universal                                                |
| 4  | Roberto Roleim                    | PMDB    |                                                       | 1º de janeiro de 1993   | 31 de dezembro de 1996 | Prefeito eleito em sufrágio universal                                                |
| 5  | Clarindo Ferracioli               | PMDB    |                                                       | 1º de janeiro de 1997   | 31 de dezembro de 2000 | Prefeito eleito em sufrágio universal                                                |
| 5  | Clarindo Ferracioli               | PMDB    |                                                       | 1º de janeiro de 2001   | 31 de dezembro de 2004 | Prefeito reeleito em sufrágio universal                                              |
| 6  | Amarildo Tomas do Nascimento      | PMDB    | Rosemary de Figueiredo (PSB)                          | 1º de janeiro de 2005   | 31 de dezembro de 2008 | Prefeito e vice eleitos em sufrágio universal                                        |
| 7  | Clarindo Ferracioli, Belão        | PSC     | Evanildo Donizete Montagnini, Donizete do Posto (PSC) | 1º de janeiro de 2009   | 11 de outubro de 2010  | Prefeito e vice eleitos em sufrágio universal cujo titular faleceu durante o mandato |
| 8  | Evanildo Donizete Montagnini      | PSC     | —                                                     | 11 de outubro de 2010   | 31 de dezembro de 2012 | Vice-prefeito eleito no cargo de Prefeito                                            |
| 9  | Paulo Augusto Ribeiro, Paulo Pitt | DEM     | Luciene Martins Faria (PRB)                           | 1º de janeiro de 2013   | 31 de dezembro de 2016 | Prefeito e vice eleitos em sufrágio universal                                        |
| 10 | Amarildo Tomas do Nascimento      | PMDB    | Karla Montagnini Ferracioli (PTB)                     | 1º de janeiro de 2017   | 31 de dezembro de 2020 | Prefeito e vice eleitos em sufrágio universal                                        |
| 11 | Karla Montagnini Ferracioli       | PTB     | Eurico Francisco Vital, Oricão (PTB)                  | 1° de janeiro de 2021   | 31 de dezembro de 2024 | Prefeito e vice eleitos em sufrágio universal                                        |
| 12 | Felipe Talvani                    | MDB     | Julimar da Silva Rodrigues (PL)                       | 1° de janeiro de 2025   | Atualidade             | Prefeito e vice eleitos em sufrágio universal                                        |